# عملية عزل ريتشارد نيكسون

كان عضو ف مجلس النواب الامريكي وكان يلقي نقاش قبل عزله

بدأت عملية عزل ريتشارد نيكسون في مجلس النواب الأمريكي في 30 من شهر أكتوبر من عام 1973 في أعقاب سلسلة واسعة من الاستقالات والإقالات رفيعة المستوى أطلق عليها اسم «مجزرة ليلة السبت» ضمن مجريات فضيحة ووترغيت. أنشأت اللجنة القضائية لمجلس النواب مجلس تحقيق في العزل وبدأت التحقيقات في خروقات محتملة تستوجب العزل ارتكبها ريتشارد نيكسون، الرئيس ال 37 للولايات المتحدة الأمريكية. انطلقت العملية بشكل رسمي في 6 من شهر فبراير من عام 1974 حين فوض مجلس النواب للجنة القضائية سلطة التحقيق في إذا ما كانت هناك أدلة كافية لعزل نيكسون لارتكابه جنحًا وجرائم كبرى بموجب المادة الثانية من الفقرة الرابعة من دستور الولايات المتحدة الأمريكية. بدأ هذا التحقيق بعد مرور عام على تأسيس مجلس الشيوخ الأمريكي للجنة ووترغيت للتحقيق في التجسس في مقر اللجنة الوطنية الديمقراطية في مجمع مكتب ووترغيت خلال الانتخابات الرئاسية لعام 1972، ومحاولة إدارة الرئيس الجمهوري نيكسون التغطية على ضلوعها. توضَّح خلال جلسات الاستماع هذه مدى الفضيحة وكُشف عن وجود شرائط نيكسون المتعلقة بالبيت الأبيض.
في أعقاب مذكرات إحضار أصدرتها اللجنة القضائية في أبريل من عام 1974، خرجت أخيرًا إلى العلن نسخ محررة ل 42 محادثة مسجلة من محادثات البيت الأبيض متعلقة بتغطية ووترغيت. إلا أن اللجنة ضغطت من أجل الحصول على الأشرطة المسجلة نفسها، وأصدرت في وقت لاحق مذكرات إحضار لأشرطة إضافية، وهو ما رفضه نيكسون. في الشهر نفسه، رفض نيكسون أيضًا الامتثال إلى مذكرة إحضار من المدعي الخاص ليون جافورسكي متعلقة ب 64 شريط متعلق بووترغيت. في النهاية، في 24 من شهر يوليو من عام 1974، أصدرت المحكمة العليا في الولايات المتحدة قرارًا بالإجماع بحق نيكسون يأمره بالامتثال. في 9 مايو من عام 1974، بدأت جلسات الاستماع الرسمية في التحقيق في عزل نيكسون وبلغت ذروتها في 27 و30 من شهر يونيو من عام 1974، حين وافق أعضاء اللجنة القضائية بقيادة الديمقراطيين في نهاية المطاف على 3 مواد متعلقة بالعزل. اتهمت هذه المواد نيكسون ب: 1) إعاقة عمل العدالة بمحاولته عرقلة التحقيقات في التجسس المتعلق بووترغيت وحماية المسؤولين عنه وإخفاء وجود نشاطات أخرى غير قانونية، 2) إساءة استخدام السلطة عبر الاستفادة من منصب الرئاسة في مناسبات عدة، تعود إلى السنة الأولى لإدارته (1969)، باستخدام الهيئات الفيدرالية بصورة غير قانونية، مثل دائرة الإيرادات الداخلية ومكتب التحقيقات الفيدرالي، وأيضًا تأسيس وحدة تحقيق سرية خاصة تابعة للبيت الأبيض لخرق الحقوق الدستورية للمواطنين والتدخل في التحقيق القانوني، 3) ازدراء الكونغرس برفضه الامتثال إلى مذكرات إحضار أصدرها الكونغرس. نُقلت هذه المواد إلى مجلس النواب للتنفيذ النهائي، وانضم 7 من جمهوريي اللجنة البالغ عددهم 17 إلى جميع ديمقراطييها البالغ عددهم 21 في التصويت لمصلحة أحد موادها أو أكثر. ناقشت اللجنة مادتين أخريين إلا أنها رفضتهما. استنادًا إلى قوة الدليل المقدم ودعم الحزبين للمواد التي كانت قيد التحقيق، توصل قادة مجلس النواب من كلا الحزبين السياسيين إلى أن عزل نيكسون من قبل المجلس بالإجماع كان أمرًا أكيدًا في حال وصوله إلى أرض المجلس لتصويت نهائي، وأن إمكانية إدانته في محاكمة في مجلس الشيوخ كان أمرًا منفصلًا.
في 5 أغسطس من عام 1974، كشف نيكسون إلى العلن نسخة لإحدى المحادثات الإضافية، عُرفت بشريط «مسدس الدخان»، أوضحت ضلوعه في التغطية على ووترغيت. تسبب هذا الإعلان بتدمير نيكسون سياسيًا. وأعلن المدافعون عنه الأكثر ولاءً في الكونغرس أنهم سيصوتون لصالح عزل نيكسون وإدانته بسبب عرقلته سير العدالة. التقى القادة الجمهوريون في الكونغرس نيكسون وأخبروه أن عزله وتنحيته كانا أمرين شبه مؤكدين. عندئذ استسلم نيكسون في صراعه للبقاء في منصبه وتقدم باستقالته في 9 أغسطس من عام 1974 قبل أن يتمكن مجلس النواب بالإجماع من التصويت على مواد العزل. على الرغم من القيام في تلك الفترة بترتيبات لتصويت نهائي لمجلس النواب إضافة إلى محاكمة في مجلس الشيوخ، جعلت استقالة نيكسون أي إجراء رسمي إضافي غير ضروري، وهكذا أنهى مجلس النواب عملية العزل ضده بشكل رسمي بعد أسبوعين.
كان نيكسون أول رئيس أمريكي خلال أكثر من 100 عام، منذ آندرو جونسون في عام 1868، يخضع لإجراءات عزل رسمي في مجلس النواب. وخضع اثنان من خلفاء نيكسون إلى إجراءات مماثلة، وشأنهما شأن جونسون، عزل كلاهما ومن ثم برئا في المحاكمة اللاحقة في مجلس الشيوخ. وبذلك في حين لم يُعزل نيكسون، ما تزال عملية العزل ضده العملية الوحيدة حتى هذا اليوم التي أدت إلى خروج رئيس من البيت الأبيض.

## الخلفية
بدأت فضيحة ووترغيت بتجسس في 17 يونيو من عام 1972 على مقرات اللجنة الوطنية الديمقراطية في مبنى مكتب ووترغيت في واشنطن ومحاولة إدارة نيكسون إخفاء ضلوعها في ذلك. في شهر يناير من عام 1973، الشهر نفسه الذي بدأ خلاله الرئيس نيكسون ولايته الثانية، خضع بصورة مستقلة جميع المتجسسين لمحاكمة أمام القاضي الفيدرالي في الولايات المتحدة جون سيريكا، واعترفوا جميعًا أو أثبتت إدانتهم. في شهر فبراير آنذاك، صوت مجلس شيوخ الولايات المتحدة لإنشاء لجنة تحقيق خاصة للنظر في الفضيحة. بدأت الاستجوابات في مجلس الشيوخ الناتجة عن تلك الفضيحة في مايو من عام 1973 بقيادة سام إيرفين. ومع إذاعتها «من بدايتها حتى نهايتها» في كافة أنحاء البلاد عبر محطة بي بي إس وعبر الشبكات التجارية الأمريكية الثلاث (بالتناوب) إيه بي سي وسي بي إس وإن بي سي، أثارت الاستجوابات اهتمامًا شعبيًا كبيرًا على امتداد ذلك الصيف. استمع أعضاء مجلس الشيوخ إلى شهادات تتعلق بأن الرئيس كان قد أعطى موافقته على خطط لتغطية ضلوع الإدارة في تجسس ووترغيت، وعلموا بوجود نظام تسجيل يفعّل صوتيًا في المكتب البيضاوي.

بصورة مستقلة، في 25 من شهر مايو من عام 1973، عين النائب العام إيليوت ريتشاردسون أرتشيبالد كوكس كنائب خاص في التحقيق الفيدرالي في صلات محتملة لإدارة نيكسون في تجسس ووترغيت. ومع الكشف عن وجود تسجيل على أشرطة لمحادثات البيض الأبيض في شهر يوليو من تلك السنة، طلب كل من كوكس ولجنة ووترغيت في مجلس الشيوخ من القاضي سيريكا إصدار مذكرة إحضار للعديد من الوثائق والتسجيلات «الهامة والمرتبطة» بالقضية. رفض الرئيس، الذي أنكر أي معرفة مسبقة بتجسس ووترغيت أو أي مساهمة في تغطيتها، والتي ادعى أنه لم يكن على معرفة بها حتى فترة باكرة من العام 1973، الامتثال إلى مذكرات الإحضار، مستشهدًا بامتيازات تنفيذية ومخاوف متعلقة بالأمن القومي. برر نيكسون رفضه خلال خطاب حول ووترغيت وجهه إلى الأمة في الشهر التالي:
مبدأ سرية المحادثات الرئاسية في خطر في مسألة الأشرطة هذه. يتوجب عليّ أن أعارض، وسأعارض، أي جهود لتدمير هذا المبدأ المحوري في قيادة هذا المنصب العظيم.
أثار إصرار نيكسون على الرفض في الامتثال إلى مذكرات إحضار الأشرطة أزمة دستورية بين البيت الأبيض والكونغرس والنائب الخاص. في 9 من شهر أغسطس، تقدمت لجنة مجلس الشيوخ بدعوى لدى محكمة المقاطعة الفيدرالية من أجل إرغام الرئيس نيكسون على تقديم الأشرطة التي صدرت بحقها مذكرات إحضار. أملًا بتجنب إصدار حكم، طلبت المحكمة من الأطراف التفاوض على حل خارج المحكمة، غير أن جهودهم لإيجاد تسوية ملائمة باءت بالفشل، وكان ذلك عائدًا إلى حد كبير إلى رفض نيكسون. وعلى الرغم من ذلك، سرعان ما بدأ نيكسون بالتفكير في طرق لاستيعاب كوكس ولجنة ووترغيت في مجلس الشيوخ وسيريكا بعد أن أظهر استطلاعان أن الرأي العام كان ضده بصورة حاسمة: 61% ممن شملهم استطلاع مؤسسة غالوب بول قالوا إنه يتوجب على الرئيس تقديم الأشرطة التي صدرت بحقها مذكرات إحضار أمام المحكمة، 54% ممن شملهم استطلاع مؤسسة هاريس بول قالوا إن قرار الكونغرس في البدء بإجراءات العزل ضد الرئيس سيكون مبررًا في حال رفضه إطاعة أمر المحكمة بتسليم الأشرطة.
في 12 من شهر أكتوبر أيدت محكمة الاستئناف في الولايات المتحدة مذكرات الإحضار التي أصدرها سيريكا عبر حكم ب 5 أصوات مقابل صوتين. مع إضعاف القرار لموقفه، تقدم الرئيس، إلى جانب رئيس موظفي البيت الأبيض ألكساندر هايغ والسكرتير الصحفي للبيت الأبيض رون زيغلر بتسوية مقترحة: يحضّر البيت الأبيض نسخًا مكتوبة من الأشرطة، وسيطلب من السيناتور جون سي ستينيس، الديمقراطي ورئيس لجنة الدوائر المسلحة في مجلس الشيوخ، أن يستمع إلى الأشرطة بنفسه وسيقارن بين النسخ والأشرطة. وستقدم نسخته المثبت صحتها إلى المحكمة.